# Siniq
Le Siniq est une rivière française du Massif central qui coule dans les départements du Cantal et de l'Aveyron, dans les régions Auvergne-Rhône-Alpes et Occitanie. C'est un affluent de la Bromme et un sous-affluent de la Truyère, donc un sous-affluent de la Garonne par le Lot.

## Géographie

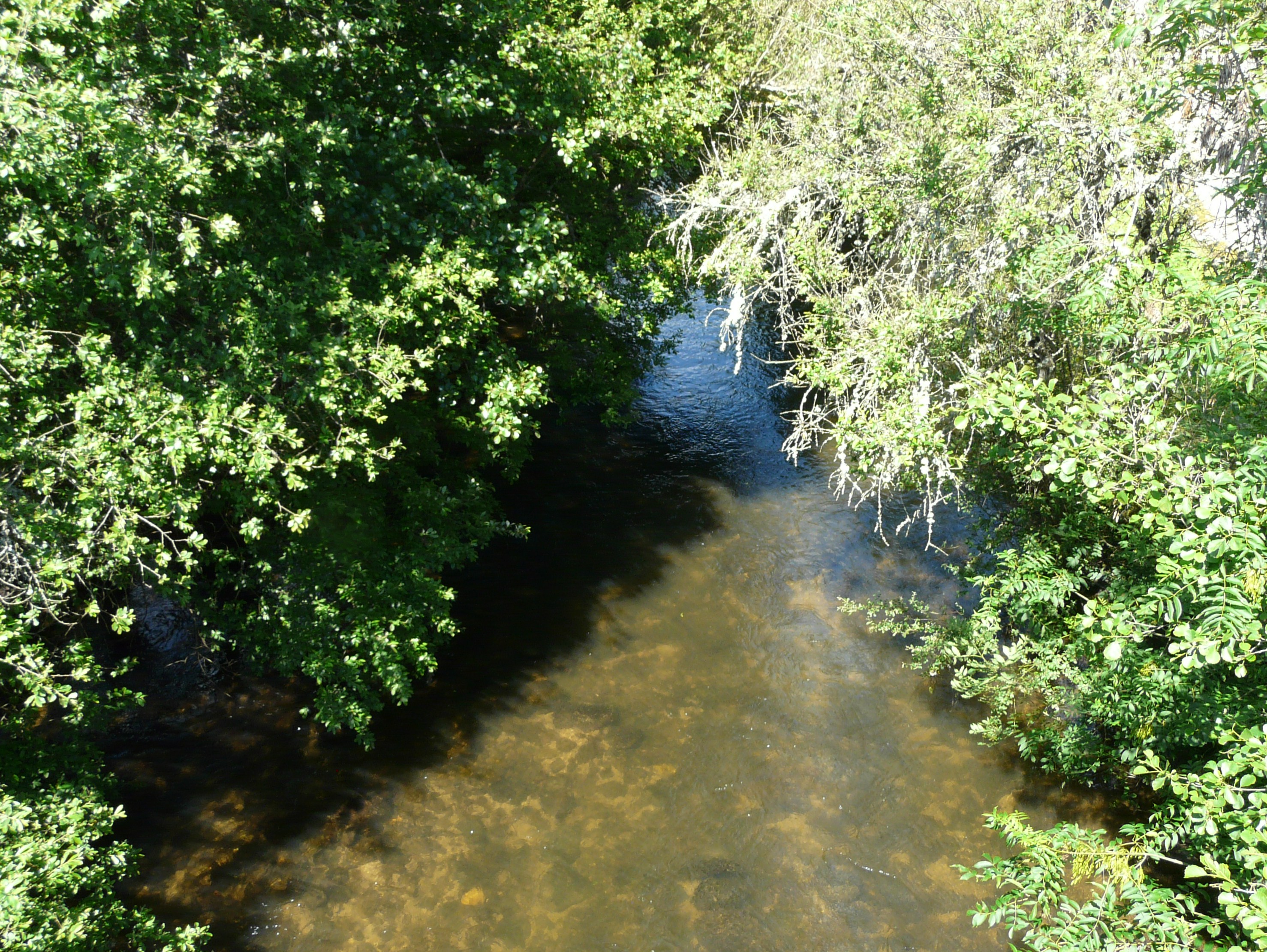
Le Siniq à Brommat.

Le Siniq prend sa source vers 1 575 mètres d'altitude dans le parc naturel régional des volcans d'Auvergne, dans le département du Cantal, moins d'un kilomètre à l'est du puy Gros, sur la commune de Malbo, en bordure de celle de Pailherols. Il prend la direction du sud, et chute lors de la cascade de Captat. Il passe sous la route départementale (RD) 54 et reçoit aussitôt sur sa gauche son affluent le Malbonnet. Sur un kilomètre et demi, son cours, franchi par la RD 990, sert de limite naturelle aux départements du Cantal et de l'Aveyron.
Il passe un kilomètre à l'ouest du bourg de Thérondels, passe sous la RD 575, et reçoit successivement sur sa droite le ruisseau de la Gamasse puis le ruisseau de Messel, longeant la RD 18 jusqu'au bourg de Brommat où il conflue en rive droite de la Bromme, vers 635 mètres d'altitude. 
Globalement de direction nord-sud, le Siniq est long de 28,6 km.

### Départements et communes traversés
Dans les départements du Cantal et de l'Aveyron, le Siniq arrose cinq communes, soit d'amont vers l'aval : Malbo (source), Pailherols et Narnhac dans le Cantal, ainsi que Thérondels  et Brommat (confluence) dans l'Aveyron.

### Bassin versant
Le bassin versant du Siniq, tout en longueur, est inclus dans celui de la Bromme (ou ruisseau de la Beauté) qui s'étend sur 128 km2. Ce bassin versant est constitué à 69,20 % de « territoires agricoles », à 29,58 % de « forêts et milieux semi-naturels », à 0,61 % de « territoires artificialisés », et à 0,58 % de « zones humides ».

## Affluents
Le Siniq a six affluents référencés par le Sandre, dont trois portent un nom ; d'amont vers l'aval on trouve :
- le Malbonnet[6], 4,1 km, en rive gauche ;
- le ruisseau de la Gamasse[7], rive droite, 3 km ;
- le ruisseau de Messel, ou ruisseau de la Calvarie dans sa partie amont[8], rive droite, 4,3 km.

Le Siniq ayant plusieurs sous-affluents, son rang de Strahler est de trois.

## Histoire
Au Moyen Âge, la partie aveyronnaise du cours d'eau était défendue par le château de Castel Noël, situé sur l'actuelle commune de Brommat.

## Environnement
Le cours du Siniq et sa vallée font concernées par cinq zones naturelles d'intérêt écologique, faunistique et floristique (ZNIEFF) :
- dans la partie amont cantalienne dans « Monts du Cantal »[9] ;
- idem pour la « Haute vallée du Siniq » sur 722 hectares à Malbo et Narnhac, composés de hêtraies à 58 %, de prairies mésophiles à 28 % et de prairies humides eutrophes à 6 %[10] ;
- dans la partie aval aveyronnaise dans « Vallées de la Bromme et du Siniq »[11] ;
- dans une zone intermédiaire : « Zones humides du Siniq » sur 118 hectares à Malbo, Narnhac et Thérondels, avec des prairies de fauche de montagne composées de prairies humides et mégaphorbiaies à 85 %, de cultures à 6 %, et de haies, bocages, alignements d'arbres à 4 %[12] ;
- sur une zone très limitée de 72 hectares à Thérondels : « Rivière le Siniq, entre Frons et Ladignac »[13].

La flore y est particulièrement riche et variée et la présence de plusieurs espèces animales protégées y a été notée, notamment l'hermine (Mustela herminea), la loutre (Lutra lutra), ou la martre (Martes martes).